# Clash at the Castle (2022)
Clash at the Castle 2022 foi um evento de luta profissional pay-per-view (PPV) e transmissão ao vivo produzido pela promoção americana WWE. Foi o evento inaugural do Clash e o primeiro de dois intitulados "Clash at the Castle". Foi realizado para lutadores das divisões de marca Raw e SmackDown da promoção. O evento ocorreu no sábado, 3 de setembro de 2022, no Estádio do Principado em Cardiff, País de Gales, marcando o primeiro grande evento de estádio da WWE a ocorrer no Reino Unido (Reino Unido) desde o SummerSlam de 1992 e o primeiro PPV geral da empresa no Reino Unido desde Insurrextion em 2003. O título do evento é uma referência ao Castelo de Cardiff, situado perto do Estádio do Principado.
Sete lutas foram disputadas no evento, incluindo uma no pré-show. No evento principal, Roman Reigns derrotou Drew McIntyre para reter o Campeonato Indiscutível Universal da WWE. Em outras lutas proeminentes, Seth "Freakin" Rollins derrotou Matt Riddle, Gunther derrotou Sheamus para manter o Campeonato Intercontinental do SmackDown, e na luta de abertura, Damage Control (Bayley, Dakota Kai e Iyo Sky) derrotou Bianca Belair, Alexa Bliss e Asuka em uma partida de duplas de seis mulheres. O evento também foi notável pelas estreias no roster principal de Giovanni Vinci do NXT, que se juntou a Gunther e Ludwig Kaiser para reformar o Imperium, e Solo Sikoa, um dos primos de Reigns e irmão mais novo de The Usos (Jey Uso e Jimmy Uso), assim oficialmente juntando-se ao The Bloodline. 
O evento recebeu aclamação universal de fãs e críticos, principalmente pela luta do Campeonato Intercontinental e pelo evento principal, com o primeiro recebendo cinco estrelas de Dave Meltzer, tornando esta a segunda partida no elenco principal a obter essa classificação na década de 2020.

## Produção

### Introdução
Em 25 de outubro de 2021, a WWE revelou sua agenda de grandes eventos de 2022 para as marcas Raw e SmackDown, com um evento marcado para o fim de semana do Dia do Trabalho em um local a ser determinado. Em 12 de abril de 2022, enquanto o título do evento não foi revelado, a WWE confirmou que o evento seria realizado no sábado, 3 de setembro no Estádio do Principado em Cardiff, País de Gales, marcando o primeiro grande evento da empresa a ser realizado no Reino Unido (Reino Unido) em 30 anos. Embora o último grande evento da WWE a acontecer no Reino Unido tenha sido o Insurrextion de 2003, o último grande evento da promoção a ser realizado em um estádio no Reino Unido foi o SummerSlam de 1992 no original Estádio de Wembley. Em 29 de abril de 2022, durante um evento ao vivo da WWE na O2 Arena de Londres, o lutador da WWE e nativo do Reino Unido Drew McIntyre revelou o título do evento como Clash at the Castle, uma referência ao Castelo de Cardiff, situado perto do Estádio do Principado. O evento será transmitido em pay-per-view em todo o mundo e estará disponível para transmissão ao vivo através do Peacock nos Estados Unidos e da WWE Network nos mercados internacionais.
Nas primeiras 24 horas após o anúncio inicial do evento, foi relatado que 59.000 pessoas haviam se pré-inscrito para ingressos. Isso quebrou um recorde da empresa, com mais fãs se registrando para ingressos de pré-venda do que qualquer outro evento da WWE, incluindo WrestleMania. Os ingressos foram colocados à venda em 20 de maio, com pacotes de viagem também disponíveis.

### Histórias
O evento incluirá lutas que resultam de histórias com script, onde os lutadores retratam heróis, vilões ou personagens menos distinguíveis em eventos com script que criam tensão e culminam em uma luta ou série de lutas, com resultados predeterminados pelos escritores da WWE no Raw e SmackDown marcas, enquanto as histórias são produzidas nos programas de televisão semanais da WWE, Monday Night Raw e Friday Night SmackDown.
No episódio de 8 de julho do SmackDown, Drew McIntyre estava programado para enfrentar o companheiro nativo europeu Sheamus para determinar o desafiante número um pelo Campeonato Indiscutível Universal da WWE no Clash at the Castle. Como Sheamus fingiu estar doente, a partida não ocorreu. A luta foi posteriormente remarcada para o episódio de 29 de julho como uma luta "Good Old Fashioned Donnybrook", que McIntyre venceu. No SummerSlam na noite seguinte, Roman Reigns manteve o título indiscutível, confirmando assim que Reigns seria o atual campeão contra McIntyre no Clash at the Castle.
No episódio de 5 de agosto de SmackDown, Shayna Baszler ganhou um gauntlet match, ganhando uma luta contra Liv Morgan para o Campeonato Feminino do SmackDown no Clash at the Castle. 
No SummerSlam, Bianca Belair derrotou Becky Lynch para manter o Campeonato Feminino do Raw. Após a luta, Bayley, Dakota Kai e Iyo Sky confrontaram os dois, com Lynch do lado de Belair, virando a cara no processo.  No episódio de 1 de agosto de Raw, Bayley, Kai e Sky atacaram Lynch, ferindo-a no processo. Também no mesmo episódio, eles interfeririam em uma luta entre Alexa Bliss e  Asuka. Belair se juntaria à briga, do lado de Bliss e Asuka.  Na semana seguinte, Bayley, ao lado de Kai e Sky desafiaram Belair, Bliss e Asuka para uma luta six-woman tag team no Clash at the Castle, que foi aceita por Belair.
No episódio de 19 de agosto do SmackDown, Sheamus venceu uma luta fatal five-way, ganhando uma luta contra Gunther pelo Campeonato Intercontinental no Clash at the Castle.

## Evento

### Pre-show
| Outros funcionários       | Outros funcionários        |
| Role:                     | Name:                      |
| ------------------------- | -------------------------- |
| Comentaristas em inglês   | Michael Cole (SmackDown)   |
| Comentaristas em inglês   | Corey Graves (Raw)         |
| Comentaristas em inglês   | Byron Saxton (Raw)         |
| Comentaristas em espanhol | Marcelo Rodriguez          |
| Comentaristas em espanhol | Jerry Soto                 |
| Anunciadores de ringue    | Samantha Irvin (SmackDown) |
| Árbitros                  | Shawn Bennett              |
| Árbitros                  | Dan Engler                 |
| Árbitros                  | Jessika Carr               |
| Árbitros                  | Eddie Orengo               |
| Árbitros                  | Charles Robinson           |
| Árbitros                  | Rod Zapata                 |
| Pre-show                  | Jackie Redmond             |
| Pre-show                  | Peter Rosenberg            |
| Pre-show                  | Matt Camp                  |

Durante o pre-show do Clash at the Castle Kickoff, Madcap Moss se uniu a The Street Profits (Montez Ford e Angelo Dawkins) para enfrentar a equipe da Alpha Academy (Otis e Chad Gable) e Austin Theory em uma luta de duplas de seis homens. No final, Ford se apresentou From The Heavens on Gable para vencer a partida.

### Lutas preliminares
O pay-per-view real abriu com a campeã feminina do Raw Bianca Belair, Alexa Bliss e Asuka enfrentando Damage Control (Bayley, Dakota Kai e Iyo Sky) em uma tag de seis mulheres partida de equipe. Bayley derrotou Belair para vencer a partida após um Rose Plant e um Over the MoonSault de Iyo Sky.
Na segunda luta, o Campeão Intercontinental do SmackDown Gunther (acompanhado do reformado Imperium (Ludwig Kaiser e Giovanni Vinci)) defendeu seu título contra Sheamus (acompanhado por Ridge Holland e Butch). Depois de uma partida contundente, Gunther manteve com um varal do inferno.
Depois disso, Liv Morgan defendeu o Campeonato Feminino do SmackDown contra Shayna Baszler. Morgan atingiu o Oblivion para manter o título.
Em seguida, Edge e Rey Mysterio (acompanhados por Dominik Mysterio) derrotaram The Judgment Day (Finn Bálor e Damian Priest; acompanhado por Rhea Ripley), depois de um 619 de Rey e um Spear de Edge para vencer a partida, Dominik ligou e atacou Edge e seu pai Rey.
Na penúltima partida, Seth "Freakin" Rollins enfrentou e venceu uma partida de simples contra Matt Riddle após dois Curb Stomps.

### Evento principal
No evento principal, Roman Reigns defendeu com sucesso o Undisputed WWE Universal Championship contra Drew McIntyre, devido à interferência de NXT de Solo Sikoa, um primo mais novo de Reigns fazendo seu WWE estreia para o elenco principal, e se alinhou oficialmente com The Bloodline. Durante a luta, Austin Theory correu para fora e tentou descontar seu contrato Money in the Bank, mas boxeador profissional e nativo do Reino Unido Tyson Fury, que estava na primeira fila, o derrubou Fora. Após a luta, Fury ajudou McIntyre a se levantar e depois de garantir que ele estava bem, os dois levaram o público a algumas músicas.

## Resultados
| Nº                                          | Resultados | Estipulações                                                  | Tempo |
| ------------------------------------------- | --- | ------------------------------------------------------------- | ----- |
| Pré- show                                   | Madcap Moss e The Street Profits (Angelo Dawkins e Montez Ford) derrotaram Austin Theory e Alpha Academy (Chad Gable e Otis)    | Luta Six-man tag team                                         | 6:29  |
| 1                                           | Damage Control (Bayley, Dakota Kai e Iyo Sky) derrotaram Bianca Belair, Alexa Bliss e Asuka                                     | Luta Six-Woman tag team                                       | 18:44 |
| 2                                           | Gunther (c) (com (Imperium (Ludwig Kaiser e Giovanni Vinci)) derrotou Sheamus (com The Brawling Brutes (Butch e Ridge Holland)) | Luta Individual pelo Campeonato Intercontinental              | 19:33 |
| 3                                           | Liv Morgan (c) derrotou Shayna Baszler                                                                                          | Luta Individual pelo Campeonato Feminino do SmackDown         | 11:02 |
| 4                                           | Edge e Rey Mysterio (com Dominik Mysterio) derrotaram The Judgment Day (Finn Bálor e Damian Priest) (com Rhea Ripley)           | Luta de duplas                                                | 12:35 |
| 5                                           | Seth "Freakin" Rollins derrotou Matt Riddle                                                                                     | Luta Individual                                               | 17:22 |
| 6                                           | Roman Reigns (c) derrotou Drew McIntyre                                                                                         | Luta Individual pelo Campeonato Indiscutível Universal da WWE | 30:47 |
| (c) – Refere-se aos campeões antes da luta. | |                                                               |       |